# Under the Influence (album de Status Quo)
Pour les articles homonymes, voir Under the Influence.
Albums de Status Quo
Don't Stop
(1996) Famous in the Last Century
(2000)
Singles
1. The Way It Goes
Sortie : 8 mars 1999
2. Little White Lies
Sortie : 1er juin 1999
3. Twenty Wild Horses
Sortie : 20 septembre 1999

Under the Influence est le vingt-troisième album studio du groupe de rock anglais Status Quo. Il est sorti le 29 mars 1999 sur le label Eagle Records et a été produit par Mike Paxman.

## Historique
Cet album fut enregistré en grande partie pendant l'année 1998 dans les studios de Chipping Norton. Little White Lies fut enregistré au studio Big Ocean de Londres et Blessed are the Meek dans le studio ARSIS de Francis Rossi. Laché par Polydor en 1994 et Polygram TV en 1997, le groupe n'a plus de maison de disque et accepte l'offre d'un nouveau label, Eagle Records. Cet album sera le dernier marqué par la collaboration entre Francis Rossi et Bernie Frost, dès le suivant on retrouve le partenariat entre le groupe et Bob Young, une première depuis 1982.
Le 8 mars 1999 sort le premier single, The Way It Goes, il atteindra la 39e place des singles charts britanniques, deux autres suivront Little White Lies en juin (UK # 47) et Twenty Wild Horses (UK # 53). L'album atteindra la 26e place au Royaume-Uni.
Groupe scène par excellence, Status Quo s'embarque fin mars 1999 dans une tournée des pubs anglais, jouant par moments seulement pour 150 à 250 personnes. En fin d'année il feront partie de la tournée Night of the Proms qui passera notamment en Belgique, aux Pays Bas et en Allemagne devant une assistance plus fournie.

## Liste des titres
| No  | Titre                | Auteur                       | Durée |
| --- | -------------------- | ---------------------------- | ----- |
| 1.  | Twenty Wild Horses   | Francis Rossi, Bernie Frost  | 5:00  |
| 2.  | Under the Influence  | Rossi, Frost                 | 4:03  |
| 3.  | Round and Round      | Andy Bown, John Edwards      | 3:26  |
| 4.  | Shine On             | Rick Parfitt, Edwards        | 4:50  |
| 5.  | Little White Lies    | Parfitt                      | 4:21  |
| 6.  | Keep'em Coming       | Bown                         | 3:27  |
| 7.  | Little Me and You    | Bown                         | 3:49  |
| 8.  | Making Waves         | Rossi, Frost                 | 3:57  |
| 9.  | Blessed Are the Meek | Rossi, Frost                 | 4:20  |
| 10. | Roll the Dice        | Rossi, Frost                 | 4:05  |
| 11. | Not Fade Away        | Charles Hardin, Norman Petty | 3:09  |
| 12. | The Way It Goes      | Rossi, Frost                 | 4:02  |

### Titres bonus
| No  | Titre                                                                             | Auteur       | Durée |
| --- | --------------------------------------------------------------------------------- | ------------ | ----- |
| 13. | Sea Cruise (Face B du single The Way It Goes)                                     | Huey Smith   | 3:11  |
| 14. | I Knew the Bride (Face B du single White Little Lies)                             | Nick Lowe    | 3:32  |
| 15. | Twenty Wild Horses (enregistré live pendant la Night of the Proms, Antwerp, 1999) | Rossi, Frost | 4:53  |
| 16. | Pictures of Matchstick Men (version 1999, Face B du single White Little Lies)     | Rossi        | 3:25  |

## Musiciens
- Francis Rossi: guitare solo, chant
- Rick Parfitt: guitare rythmique, chant
- Andy Bown: claviers, guitare, harmonica, chœurs
- John Edwards: basse, guitare, chœurs
- Jeff Rich: batterie, percussions

## Charts

### Album
| Pays                                  | Durée du classement | Meilleur classement | Date          |
| ------------------------------------- | ------------------- | ------------------- | ------------- |
| Allemagne (GfK Entertainment)         | 4 semaines          | 56e                 | 19 avril 1999 |
| Écosse (Scottish Album Chart)         | 2 semaines          | 39e                 | 4 avril 1999  |
| Pays-Bas (MegaCharts)                 | 2 semaines          | 81e                 | 10 avril 1999 |
| Royaume-Uni (UK Albums Chart)         | 3 semaines          | 26e                 | 4 avril 1999  |
| Royaume-Uni (UK Rock and Metal Chart) | 12 semaines         | 1er                 | 4 avril 1999  |
| Suisse (Schweizer Hitparade)          | 5 semaines          | 28e                 | 18 avril 1999 |

### Singles
| Single             | Chart              | Durée du classement | Position | Date              |
| ------------------ | ------------------ | ------------------- | -------- | ----------------- |
| The Way It Goes    | (UK Singles Chart) | 2 semaines          | 39e      | 14 mars 1999      |
| The Way It Goes    | (Single Top 100)   | 3 semaines          | 62e      | 27 mars 1999      |
| Little White Lies  | (UK Singles Chart) | 2 semaines          | 47e      | 6 juin 1999       |
| Little White Lies  | (Single Top 100)   | 2 semaine           | 73e      | 12 juin 1999      |
| Twenty Wild Horses | (UK Singles Chart) | 1 semaine           | 53e      | 26 septembre 1999 |
| Twenty Wild Horses | (Single Top 100)   | 1 semaine           | 96e      | 4 décembre 1999   |